# Ulmeni (Maramureș)
Ulmeni is een stad (oraș) in het Roemeense district Maramureș. De gemeente telt 7365 inwoners (2002). In de gemeente Ulmeni zijn twee dorpen met een Hongaarse meerderheid te vinden. In totaal maakten de Hongaren 22% van de bevolking uit in de gemeente.
De Hongaarse dorpen behoren etnografisch toe tot de streek Szilágság.
De Hongaarstalige dorpen zijn Arduzel (Szamosardó) en Manau (Monó). In Arduzel is een zelfstandige Hongaarstalige basisschool te vinden: Kós Károly Általános Iskola (Szamosardó) - Școala Gimnazială "Kós Károly" Arduzel.

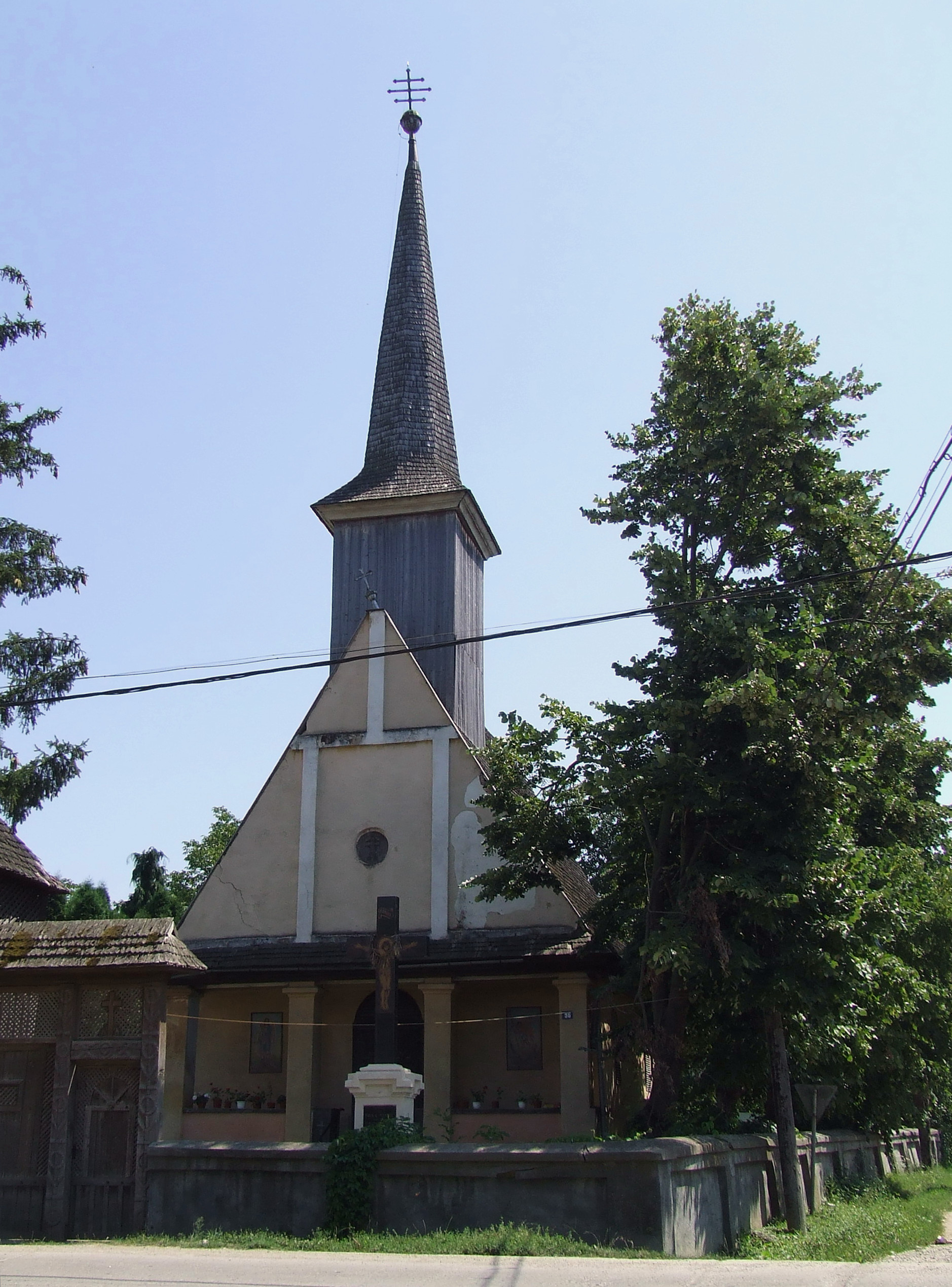
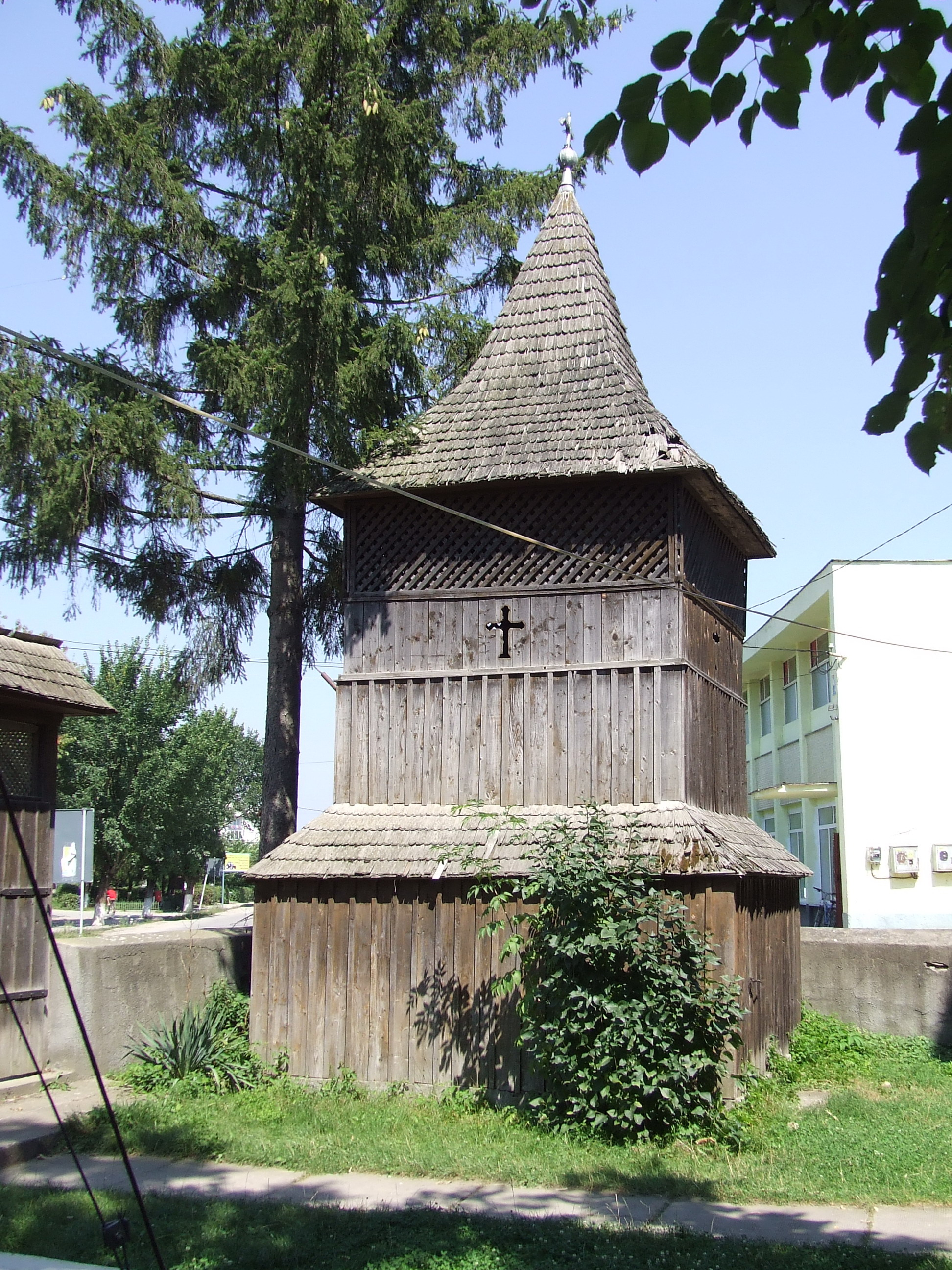